# Neanderthal Man: In Search of Lost Genomes
Neanderthal Man: In Search of Lost Genomes (versión en español: El hombre de Neandertal: En busca de genomas perdidos) es un libro de 2014 del antropólogo evolutivo Svante Pääbo. El libro describe la investigación de Pääbo sobre el ADN de los neandertales, homínidos extintos que vivieron en gran parte de Europa y Oriente Medio. El libro está escrito al estilo de una memoria, combinando hallazgos científicos con anécdotas personales.

## Sinopsis
Pääbo describe su interés temprano en la egiptología y cómo su trabajo en la secuenciación del ADN de una momia lo llevó a la antropología evolutiva. Toca su vida personal, reflexionando sobre su padre, el químico Sune Bergström , con quien tuvo una relación relativamente distante, y sobre su propio matrimonio e hijos. Describe el surgimiento y desarrollo del campo de la genética evolutiva, y las contribuciones hechas por él mismo y sus colegas. Gran parte del libro está dedicado a los esfuerzos de su equipo de investigación en el Instituto Max Planck de Antropología Evolutiva para mapear el genoma de Neanderthal como parte del proyecto del genoma de Neanderthal. Este trabajo le dio fama y reconocimiento internacional a Pääbo con la publicación de un borrador inicial del genoma en la revista Science en 2010, seguido de un análisis más completo en 2013. Por esta época, Pääbo y su equipo en Max Planck también secuenciaron el genoma de un homínido desconocido, ahora conocido como los denisovanos. Los eventos de este descubrimiento están cubiertos en el último capítulo del libro.

## Valoración
El libro fue bien reseñado por The New York Times, y Carl Zimmer lo llamó "un relato fascinante". El libro se incluyó en la lista de selección de editores de Sunday Book Review del periódico. Peter Forbes de The Guardian, al comentar sobre la caracterización del proceso de investigación en el libro, afirmó que:

"Su libro también es valioso porque muestra cómo los equipos de investigación modernos trabajan juntos y, a veces, se pelean. En el camino, un colaborador clave se convirtió en un competidor y, a mitad de camino, Pääbo abandonó una empresa colaboradora de secuenciación de genes por otra. La carrera por el genoma neandertal recuerda la historia del genoma humano de 10 años antes, como se cuenta en The Genome War de James Shreeve ".